# Богумили у средњовековној Македонији
Богумили се јављају у средњовековној Македонији средином 10. века, која је у то време била под Бугарском влашћу. Богумилски покрет у Македонији је био управљен против византијских и бугарских господара, против домаћих феудалаца и против саборне цркве, која је, према Козмином сведочењу, била потпуно искварена.

## Историјат
Бугарска власт цара Симеона је у Македонији уводила феудалне односе, уместо дотадашње племенске и општинске власти над земљом. Већина сељака су постали слуге или робови на земљи коју су обрађивали, потпуно зависни од феудалног господара.
Истовремено, Македонија у IX и X веку, услед деловања Климента Охридског и његових ученика, постаје средиште словенске писмености и просвете. Само у области Охрида за неколико година је описмењено око 3500 људи. Ту се, осим званичних црквених књига, изучавају и апокрифни списи који се са грчког преводе на старословенски језик (види: Словенски апокрифи). Житије светог Климента говори о „лошој јереси“ у охридској области, након Климентове смрти. Током 10. века, Македонија постаје средиште новог хришћанског учења, и у њој се оснивају главне богумилске општине, на доњем Вардару и око планине Бабуне (одакле и назив бабуни). На једној икони у цркви „Св. Богородице“ у Охриду, као борац против богомила помиње се Климентов ученик Наум Охридски, који је умро 910. године. Чувени проповедник и старешина македонских богумила је био поп Богумил, који је око 950. године проповедао у области Велеса и Прилепа.
976. године, под Самуиловим вођством бројна словенска племена дижу устанак и оснивају велику јужнословенску државу која обухвата Македонију, Србију, Црну Гору и западну Бугарску. Самуилова мајка је била Јерменка, и поједини чланови његове породице су били присталице богомилског учења. Сматра се да је Самуило био наклоњен богумилима, пошто су били једина организована антивизантијска странка, јасне словенске оријентације, у Македонији. Они су се противили ромејској власти и хеленизацији земље и цркве. Након пораза Самуилове војске, византијска одмазда над Словенима је била свирепа. Ослепели су хиљаде заробљених војника, оставивши сваком стотом једно око да води колону слепаца. Сматра се да су Византинци ослепели заробљене Словене због њихове наклоности богумилској јереси. У то време се богомилство шири у Србију и Босну.
Познато је да су неки „павлићани и Македонци“ пребегли у Италију у вези с устанком у Македонији (1040-41). Забележено је да се са богумилима у Охриду сусрео и Теофилакт Охридски (око 1081 – 1118), бугарски архиеписоп, који их више пута спимиње у својим писањима.
До поновног успона богумилства долази у Македонији за време династије Комнина (1081—1085). Уништена тврђава Пелагонија је вероватно била богумилска, као и њени кажњени становници.
Са богумилима се између 1150-их година сукобио и Иларион Мегленски, православни епископ мегленске епархије, у средњој Македонији. Он је, уз помоћ византијског цара Манојла I Комнина, покрштавао богумиле преводећи их у православље, и прогонећи оне који се нису одрицали своје вере. Иларион преживљава и каменовање, након чега протерује и преостале богумиле, а на месту где су се они окупљали, подиже цркву у име славних Апостола. Након Иларионове смрти, око 1170. се десио покољ у мегленском манастиру, где су једне ноћи многи монаси који су се противили установљеним правилима и игуману Петру, његовом наследнику, били пребијени, а неки и убијени на спавању.
О некадашњој распрострањености богомилског покрета у македонским крајевима и данас говоре топоними попут села Богомила (код Велеса), Кутугерци, Торбачи, Јеремија, долина Богомилско поле, планина и река Бабуна и др.